# Американска криминална история
Американска криминална история (на английски: American Crime Story) е американски криминален телевизионен сериал по действителен случай, създаден от Скот Алекзандър и Лари Каражевски, които са и изпълнителни продуценти на проекта, заедно с Брад Фалчък, Нина Джейкъбсън, Райън Мърфи и Брад Симпсън. Подобно на Зловеща семейна история, също по идея на Мърфи и Фалчък, сериалът представя различна история всеки сезон, всяка от които не е свързана с другите. Създателите на продукцията, Алекзандър и Каражевски, напускат проекта след първи сезон.
Първият сезон, озаглавен „Народът срещу О`Джей Симпсън“, представя съдебното дело срещу Симпсън, уповавайки се на книгата „Гонката на живота му“ от Джефри Тубин. Вторият сезон с подзаглавие „Убийството на Джани Версаче“ разследва неочакваната смърт на известния дизайнер Джани Версаче, който е застрелян от серийния убиец Андрю Кънанан. Историята е написана по книгата „Вулгарни ласки: Андрю Кънанан, Джани Версаче и най-мащабното провалило се издирване в историята на САЩ“ на Маурин Орт.
В САЩ сериалът се излъчва по кабелния канал FX от 2 февруари 2016 г.
Трети сезон, базиран на последиците от урагана Катрина, и четвърти сезон по случая Клинтън-Люински са в процес на подготовка.

## Излъчване
В България, сериалът се излъчва по местната версия на FOX.